# Negociador (película)
Negociador es un largometraje escrito, dirigido y producido por Borja Cobeaga y protagonizada por Ramón Barea.  Fue estrenado en septiembre de 2014 en la Sección Zabaltegi del Festival Internacional de Cine de San Sebastián, siendo galardonado con el Premio Irizar al Cine Vasco.
Tercer largometraje como director de Borja Cobeaga, tras Pagafantas (2009) y No controles (2010), esta película es una tragicomedia inspirada libremente en el libro «ETA, las claves de la paz: confesiones del negociador», coescrito por Jesús Eguiguren y Luis Rodríguez Aizpeolea en 2011, acerca de las conversaciones mantenidas entre el Gobierno español y ETA durante la tregua de 2005, que terminaron con el atentado de la T4.

## Reparto
- Ramón Barea, como Manu Aranguren; trasunto de Jesús Eguiguren, político vasco.
- Josean Bengoetxea, como Jokin; trasunto de Josu Urrutikoetxea, miembro de ETA.
- Carlos Areces, como Patxi; trasunto de Xabier López Peña Thierry, miembro de ETA.
- Óscar Ladoire, como Alberto, representante del gobierno español.
- Jons Pappila, como Nicholas, mediador internacional.
- Melina Matthews, como Sophie, traductora.
- Raúl Arévalo, como novio de Sophie.
- María Cruickshank, como prostituta.
- Santiago Ugalde, como guardaespaldas de Manu Aranguren.
- Gorka Aguinagalde, como guardaespaldas de Alberto.
- Secun de la Rosa, como camarero de un restaurante francés.

## Palmarés
| Año  | Premio                    | Categoría                   | Candidato                   | Resultado |
| ---- | ------------------------- | --------------------------- | --------------------------- | --------- |
| 2014 | Festival de San Sebastián | Premio Irizar al Cine Vasco | Premio Irizar al Cine Vasco | Ganador   |
| 2015 | Premios Turia             | Mejor actor                 | Ramón Barea                 | Ganador   |
| 2016 | Premios Feroz             | Mejor comedia               | Mejor comedia               | Ganador   |
| 2016 | Premios Feroz             | Mejor actor protagonista    | Ramón Barea                 | Nominado  |
| 2016 | Premios Feroz             | Mejor guion                 | Borja Cobeaga               | Nominado  |
| 2016 | Premios Feroz             | Mejor cartel                | Jorge Alvariño              | Nominado  |
| 2016 | Premios Goya              | Mejor guion original        | Borja Cobeaga               | Nominado  |